# Canção de Eärendil
A Canção de Eärendil é o poema mais extenso presente em O Senhor dos Anéis. Na narrativa fictícia, o poema é composto e entoado pelo Hobbit Bilbo Bolseiro no santuário élfico de Valfenda. Ele narra a história do navegante Eärendil, que tenta velejar até um lugar de paraíso, conquista um Silmaril, uma joia solar valiosa, e, por fim, ele e sua embarcação são colocados nos céus para navegar eternamente como a luz da Estrela da Manhã.
O filólogo e estudioso de Tolkien, Tom Shippey [en], descreve a obra como um exemplo de uma "veia élfica ... sinalizada ... por complexidades quase sem precedentes" na poesia. Isso reflete a tradição de mecanismos poéticos complexos observada no poema em inglês médio Pearl. A "Canção de Eärendil" foi escrita para contrastar com outro poema de Tolkien, "Errância [en]", que utiliza os mesmos mecanismos com efeitos distintos. Na narrativa, o Hobbit Frodo Bolseiro, recém-recuperado de uma ferida grave, escuta o poema em um estilo que remete a John Keats.

## História da composição
O poema mais longo em O Senhor dos Anéis é a "Canção de Eärendil", também conhecida como Eärendillinwë em uma versão alternativa. Este poema possui uma história de composição extremamente complexa. Muito antes de escrever O Senhor dos Anéis, Tolkien compôs um poema chamado "Errância", provavelmente no início dos anos 1930, publicado em The Oxford Magazine em 9 de novembro de 1933. Embora esse poema fantasioso não mencione Eärendil nem eventos de sua mitologia, a canção de Bilbo deriva dele. Existem seis versões diferentes desse poema nos arquivos de Tolkien, além de pelo menos 15 manuscritos e datiloscritos da canção de Bilbo, em várias linhas de desenvolvimento. Evidências sugerem que a versão enviada à editora e publicada no livro não era a versão final do poema, que aparentemente foi extraviada, resultando na impressão de uma versão anterior.

## Narrativa

Arda na Primeira Era. O Sol e a Lua navegam em embarcações pelo mundo. O Reino Abençoado de Valinor fica além do grande mar, a oeste da Terra Média. Eärendil navega pelos mares até que, finalmente, ele e sua embarcação são colocados nos céus, brilhando como a Estrela da Manhã.

O poema narra a história de como, na Primeira Era da Terra Média, o navegante Eärendil, meio-Homem, meio-Elfo, tenta alcançar um tipo de paraíso. Ele eventualmente obtém um Silmaril, uma joia solar forjada, e tanto ele quanto sua embarcação são elevados aos céus para navegar eternamente como a luz da Estrela da Manhã, conforme descrito em um dos versos:
| “ | Um barco novo construíram para ele de mithril e de vidro élfico, com proa brilhante; sem remos talhados nem vela em mastro prateado: o Silmaril como luz de lanterna e estandarte vivo com chama brilhante para ali reluzir por Elbereth, que veio e asas imortais lhe deu, e um destino eterno lhe impôs, de navegar os céus sem fim atrás do Sol e da luz da Lua. | ” |

## Recepção

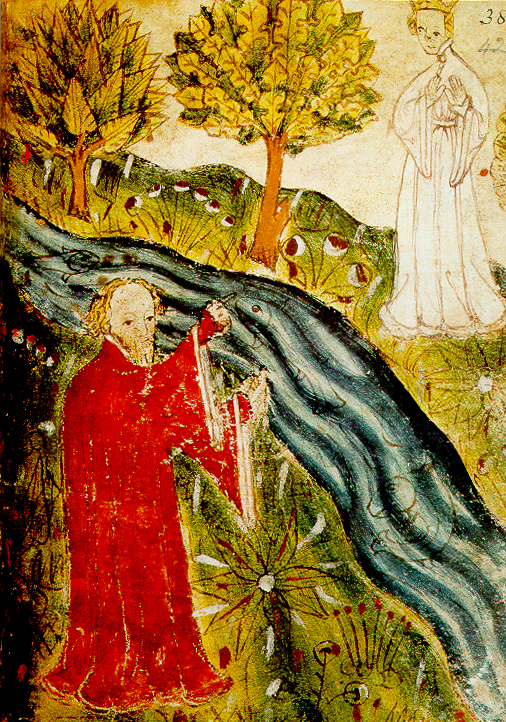
A "Canção de Eärendil" segue o poema em inglês médio Pearl (miniatura do manuscrito Cotton Nero ilustrada) em sua complexidade métrica e poética.

Estudiosos identificaram várias funções do poema, incluindo a de fornecer contexto narrativo.

### Complexidade medieval
A "Canção de Eärendil" é descrita por Tom Shippey como um exemplo de uma "veia élfica ... sinalizada ... por complexidades quase sem precedentes" na poesia. Ele afirma que a tradição Élfica corresponde a uma tradição real inglesa, a do poema em inglês médio Pearl. Este utiliza uma tentativa de imortalidade e um "esquema métrico fantasticamente complexo" com diversos mecanismos poéticos, como aliteração e rima; por exemplo, ele começa "Pérola, prazerosa ao prazer dos príncipes / Para claramente closar em ouro tão claro". Shippey observa que essa tradição de versos complexos desapareceu antes da época de Shakespeare e Milton, o que, em sua opinião, foi uma perda para esses poetas e seus leitores, e que "Tolkien claramente esperava, de certa forma, recriá-la", ao buscar criar uma substituta para a mitologia inglesa perdida.
Shippey identifica cinco mecanismos usados por Tolkien na Canção de Eärendil para transmitir uma sensação "élfica" de "incerteza rica e contínua, um padrão sempre vislumbrado, mas nunca totalmente compreendido", com objetivos de "romantismo, multiplicidade, compreensão imperfeita ... alcançados estilisticamente mais do que semanticamente." Os mecanismos incluem rima, meia-rima interna, aliteração, assonância aliterativa e "uma variação frequente, embora irregular, da sintaxe." Esses elementos podem ser observados na primeira estrofe do longo poema, com alguns exemplos destacados:
| Linha | "Canção de Eärendil" Estrofe 1: construção do barco | Mecanismos poéticos identificados por Tom Shippey                 |
| ----- | --------------------------------------------------- | ----------------------------------------------------------------- |
| 1     | Eärendil era um navegante                           | Meia-rima interna com a linha 2                                   |
| 2     | que demorou-se em Arvernien;                        | Rima com a linha 4 (intencionalmente imperfeita)                  |
| 3     | ele construiu um canoa de madeira cortada           | Aliteração, e possível assonância Meia-rima interna com a linha 4 |
| 4     | em Nimbrethil para viajar;                          |                                                                   |
| 5     | suas velas ele teceu de prata bela,                 | Assonância aliterativa Repetições e variações gramaticais         |
| 6     | de prata eram suas lanternas feitas,                | Repetições e variações gramaticais Rima com a linha 8             |
| 7     | sua proa foi moldada como um cisne,                 | Meia-rima interna com a linha 8                                   |
| 8     | e luz sobre seus estandartes levada.                | Aliteração                                                        |

### Efeito Keatsiano

Frodo ouve a Canção de Eärendil "em um estilo altamente keatsiano". Retrato de John Keats por en, c. 1822.

Na narrativa, o Hobbit Frodo Bolseiro, praticamente recuperado após ser ferido por uma faca de Morgul por um Cavaleiro Negro, senta-se ouvindo a música élfica, entrando em um estado semelhante a um transe, até escutar a "Canção de Eärendil", cantada e supostamente composta por seu primo Bilbo, na casa de Elrond, em Valfenda:
| “ | A princípio, a beleza das melodias e das palavras entrelaçadas nas línguas élficas, embora ele as compreendesse pouco, o envolveu em um encantamento assim que começou a prestar atenção. Parecia quase que as palavras tomavam forma, e visões de terras distantes e coisas brilhantes que ele nunca imaginara se abriam diante dele; o salão iluminado pelo fogo tornou-se como uma névoa dourada sobre mares espumantes que suspiravam nas margens do mundo. Então, o encanto tornou-se cada vez mais onírico, até que ele sentiu um rio interminável de ouro e prata reluzentes fluindo sobre ele, vasto demais para que seu padrão fosse compreendido; tornou-se parte do ar pulsante ao seu redor, encharcando-o e submergindo-o. Rapidamente, ele afundou sob seu peso brilhante em um reino profundo de sono. Ali, ele vagou longamente em um sonho de música que se transformava em água corrente e, de repente, em uma voz. Parecia ser a voz de Bilbo entoando versos. Fraca no início, depois mais clara em palavras. | ” |

Os estudiosos de Tolkien Wayne G. Hammond [en] e Christina Scull [en] escreveram que, nesse trecho, o efeito da canção élfica é semelhante ao do "drama feérico" descrito por Tolkien em seu ensaio "Sobre Histórias de Fadas", onde o ouvinte "pensa estar fisicamente dentro de seu Mundo Secundário". Shippey afirmou que, no mesmo trecho, "Frodo de fato se vê ouvindo em um estilo altamente Keatsiano" e que o poema oferece vislumbres românticos no estilo de Wordsworth, de "coisas distantes e infelizes do passado", além de ecos dos versos de Keats:
| “                           | Janelas mágicas encantadas, abrindo-se para a espuma De mares perigosos, em terras feéricas desoladas | ” |
| — de Ode a um Rouxinol [en] | |   |

com ênfase de Shippey na aliteração e assonância de Keats, semelhantes a alguns dos recursos usados por Tolkien em seu poema.

### Poemas contrastantes
Paul H. Kocher [en] escreve que "Errância" e a "Canção de Eärendil" foram "obviamente projetadas para contrastar", como se Tolkien tivesse se desafiado a usar o mesmo tema de peregrinação sem fim, as mesmas formas métricas e esquemas de rima, para ver se seria possível criar tanto uma tragédia quanto uma "brincadeira leve": "Ao observar os trechos que descrevem a armadura dos dois heróis, podemos ver tanto a semelhança na estrutura quanto a polaridade no tom".
| "Eärendil", uma tragédia | "Errância", uma "brincadeira leve" |
| --- | --- |
| Em paramentos de reis antigos, Com anéis encadeados ele se armou; Seu escudo brilhante era marcado com runas Para protegê-lo de feridas e danos; Seu arco era feito de chifre de dragão, Suas flechas talhadas de ébano, De prata era seu corselete, Sua bainha de calcedônia; Sua espada de aço era valente, De adamante seu elmo alto, Uma pluma de águia em sua crista, Em seu peito uma esmeralda. | Ele fez um escudo e morrião de coral e de marfim, uma espada ele fez de esmeralda, ... De cristal era seu corselete, Sua bainha de calcedônia; Com ponta de prata na lua cheia sua lança foi talhada de ébano. Seus dardos eram de malaquita e estalactite — ele os brandia. |

### Sucesso e fracasso
Verlyn Flieger [en] retoma uma questão levantada por Shippey ao discutir o poema, ou seja, qual é a relação entre sucesso e fracasso na história. Shippey observou que, por um lado, o Silmaril de Eärendil era chamado de "Flammifer de Ocidental", o emblema de vitória de Númenor; mas, por outro lado, estava ligado à "perda e desabrigo, com o choro das mulheres". Flieger escreve que, tanto no poema quanto em O Silmarillion, a luz é um símbolo positivo da criação, mas os Silmarils têm um impacto poderoso e negativo.

### Nave espacial

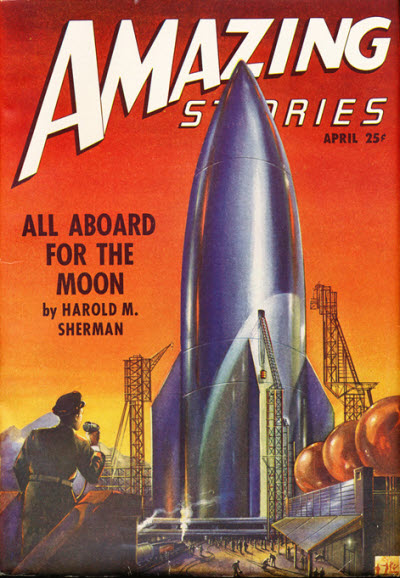
A embarcação de Eärendil, Vingilótë, navega pelos "céus sem fim ... atrás do Sol e da luz da Lua", e é feita "de mithril e de vidro élfico", semelhante à imagem de uma nave espacial. Capa de Amazing Stories, 1947.

A embarcação de Eärendil, Vingilótë, que navega pelos "céus sem fim ... atrás do Sol e da luz da Lua", é descrita no poema como "Um barco novo construíram para ele / de mithril e de vidro élfico". O linguista de línguas élficas Anthony Appleyard [en] escreveu que essa máquina, sem "remos talhados nem vela", era evidently de uma tecnologia avançada, "parecendo suspeitosamente com a imagem que a maioria das pessoas tem de uma nave espacial."

## Adaptações musicais
A canção foi gravada pelo The Tolkien Ensemble [en] em seu CD de 2005, Leaving Rivendell. O compositor Stephen Eddins considera a adaptação de Hall da canção a mais bem-sucedida do álbum. Ela é tocada na guitarra por Peter Hall e cantada pelo músico escocês Nick Keir [en], e, para Eddins, "soa autenticamente enraizada na música celta, com harmonizações excêntricas e inesperadas, mas eficazes". Ele elogiou o canto e a interpretação do The Tolkien Ensemble, da Danish Chamber Orchestra [en] e do Coro de Câmara Nacional Dinamarquês no álbum; o regente foi Morten Ryelund Sørensen. Adele McAllister também gravou sua própria versão da canção.

### J. R. R. Tolkien
1. ↑  (Tolkien 1989, pp. 84–105)
2. 1 2 3 4  (Tolkien 1954a)
3. ↑  (Tolkien 1954a, Livro 1, Capítulo 12. "Fuga para o Vau")

- Tolkien, J. R. R. (1954a). The Lord of the Rings: The Fellowship of the Ring [O Senhor dos Anéis: A Sociedade do Anel]. Boston: Houghton Mifflin. OCLC 9552942
- Tolkien, J. R. R. (1989).  Tolkien, Christopher, ed. The Treason of Isengard [A Traição de Isengard]. Boston: Houghton Mifflin. ISBN 978-0-395-51562-4